# Iwona Hartwich
Iwona Hartwich z domu Zielińska (ur. 6 września 1970 w Rypinie) – polska działaczka społeczna i polityk, posłanka na Sejm IX i X kadencji.

## Życiorys
W 1988 uzyskała wykształcenie zasadnicze zawodowe w kierunku sprzedawca w ramach Zespołu Szkół Ekonomicznych w Toruniu. W 2022 została absolwentką liceum ogólnokształcącego dla dorosłych w tym samym mieście. Zawodowo pracowała jako handlowiec, pracę zakończyła po urodzeniu syna z niepełnosprawnością. Działaczka na rzecz osób z niepełnosprawnościami i ich opiekunów, założyła Stowarzyszenie „Mam Przyszłość”. Dwukrotnie uczestniczyła w protestach na terenie Sejmu, będąc w grupie osób, które nieprzerwanie przebywały na terenie parlamentu. Stała się liderką tych protestów. Pierwszy z nich trwał 17 dni (marzec-kwiecień 2014) i dotyczył żądania zwiększenia wysokości świadczenia pielęgnacyjnego. Drugi trwał 40 dni (kwiecień-maj 2018), obejmował m.in. postulat zwiększenia renty socjalnej. Po obu tych akcjach była objęta zakazem wstępu do Sejmu (drugi z nich został uchylony po wyborze na posłankę).
Przyjęła propozycję wystartowania w wyborach parlamentarnych w 2019 do Sejmu z listy Koalicji Obywatelskiej w okręgu wyborczym nr 5 (Toruń). Początkowo zaproponowano jej 3. miejsce, jednak po ogłoszeniu wstępnych list umieszczono ją na 7. miejscu. Iwona Hartwich zapowiedziała wówczas, że nie będzie kandydowała. Ostatecznie po spotkaniu z Grzegorzem Schetyną otrzymała 3. miejsce na toruńskiej liście. W wyniku tych wyborów uzyskała mandat posłanki na Sejm IX kadencji, otrzymała 10 865 głosów.
W 2022 została przewodniczącą komitetu inicjatywy ustawodawczej, wnioskującego o zrównanie renty socjalnej z płacą minimalną. Projekt i podpisy zostały złożono w marcu 2023. 6 marca tegoż roku ogłosiła wznowienie protestu osób niepełnosprawnych w Sejmie. Protest zawieszono 24 marca 2023, motywując to stanem zdrowia jego uczestników.
W wyborach w 2023 z powodzeniem ubiegała się o poselską reelekcję, otrzymując 17 889 głosów.

## Wyniki w wyborach ogólnopolskich
| Wybory | Komitet wyborczy | Komitet wyborczy     | Organ            | Okręg | Wynik          |
| ------ | ---------------- | -------------------- | ---------------- | ----- | -------------- |
| 2019   |                  | Koalicja Obywatelska | Sejm IX kadencji | nr 5  | 10 865 (2,40%) |
| 2023   | Sejm X kadencji  | Koalicja Obywatelska | 17 889 (3,33%)   | nr 5  |                |

## Życie prywatne
Zamężna, ma dwoje dzieci. Starszy syn Jakub porusza się na wózku inwalidzkim, urodził się z porażeniem mózgowym. Uczestniczył z matką w protestach w Sejmie.